# 400 mètres haies masculin aux Jeux olympiques d'été de 1948
Pour un article plus général, voir Athlétisme aux Jeux olympiques d'été de 1948.
 (mai 2021).
Si vous disposez d'ouvrages ou d'articles de référence ou si vous connaissez des sites web de qualité traitant du thème abordé ici, merci de compléter l'article en donnant les références utiles à sa vérifiabilité et en les liant à la section « Notes et références ».
Navigation
Berlin 1936 Helsinki 1952
L'épreuve du 400 mètres haies masculin aux Jeux olympiques de 1948 s'est déroulée les 30 et 31 juillet 1948 au Stade de Wembley de Londres, au Royaume-Uni. Elle est remportée par l'Américain Roy Cochran.

## Résultats

### Finale
| Rang               | Athlète         | Pays       | Temps  | Notes |
| ------------------ | --------------- | ---------- | ------ | ----- |
| Médaille d'or      | Roy Cochran     | États-Unis | 51 s 1 | OR    |
| Médaille d'argent  | Duncan White    | Ceylan     | 51 s 8 |       |
| Médaille de bronze | Rune Larsson    | Suède      | 52 s 2 |       |
| 4                  | Dick Ault       | États-Unis | 52 s 4 |       |
| 5                  | Yves Cros       | France     | 53 s 3 |       |
| 6                  | Ottavio Missoni | Italie     | 54 s 0 |       |